# 克里米亚盾章

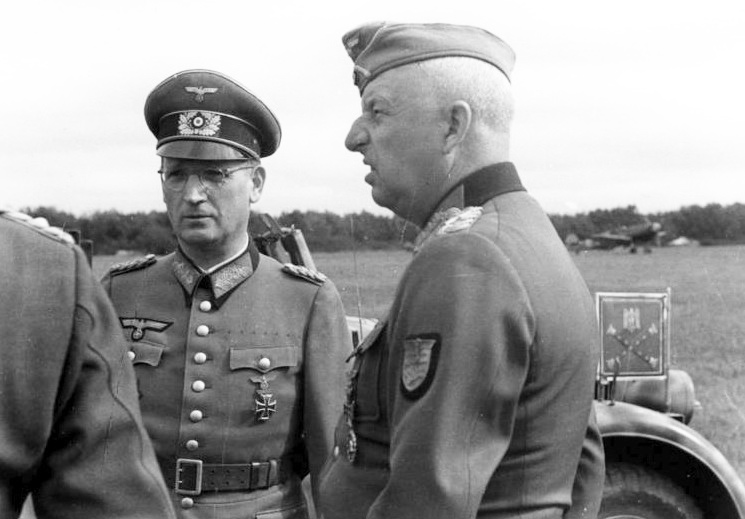
陆军元帅埃里希·冯·曼施坦因 (右) 的外衣上繡有克里米亚盾章

克里米亚盾章（德語：Krimschild）是第二次世界大战期間納粹德國一项颁发给在1941年9月21日至1942年7月4日之间在埃里希·冯·曼施坦因元帅的指挥下与红军作战并夺取克里米亚地区（德语中为Krim）的军事人员的奖章。该奖章设立于1942年7月25日。在德军的各种盾章中，克里米亚盾章是颁发数量最多的一种，颁发量为25万枚左右。

## 设计
在1941年秋至1942年夏期间，德国国防军南方集團軍进入克里米亚半岛地区作战。为纪念德军在1942年7月4日夺取塞瓦斯托波爾并结束克里米亚战役，克里米亚盾章正式设立，颁发对象是在该区域指挥官埃里希·冯·曼施坦因元帅的指挥下的武装部队的所有成员。
在盾章顶部是一只德国雄鹰紧抓月桂花环（花环中是一个卍字徽）的图案。雄鹰的两翼下分别是1941和1942两个年份  ，代表克里米亚战役的开始和结束时间。盾章的背景中是克里米亚半岛的地图，也就是战役进行的地方，还有KRIM字样倾斜着刻在半岛地图上。

## 颁奖标准
在1941年9月21日-1942年7月4日之间参加过克里米亚战役的德国国防军、德国空军及其他部队的所有成员都有资格获得此章。以下是获奖要求 ：
- 在克里米亚地区服役达90天以上；或
- 在克里米亚地区服役期间受伤；或
- 参加过至少一场主要作战行动

在克里米亚地区服役的罗马尼亚军队也有资格获得此章。

## 金质版本
德国还生产过一种特殊的纯金版克里米亚盾章。该章的首名获奖者是罗马尼亚的军事独裁者扬·安东内斯库，时间是塞瓦斯托波爾圍城戰结束之后（1942年7月3日）。曼施坦因代表阿道夫·希特勒本人于布加勒斯特向安东内斯库颁发了金质克里米亚盾章。第二枚也是最后一枚金质克里米亚盾章于1942年11月24日被颁发给了曼施坦因本人   。